# Bodianus sepiacaudus
Bodianus sepiacaudus е вид бодлоперка от семейство Labridae.

## Разпространение и местообитание
Видът е разпространен в Индонезия, Кирибати и Фиджи.
Среща се на дълбочина от 20 до 75 m.

## Описание
На дължина достигат до 8,7 cm.